# Tania Díaz
Tania Valentina Díaz González là một nhà báo và chính trị gia người Venezuela. Bà là phó của Đảng Xã hội Thống nhất Venezuela (PSUV) đại diện cho Thủ đô và Bộ trưởng Bộ Thông tin và Truyền thông của Venezuela năm 2010, đồng thời là phó chủ tịch và phó chủ tịch thứ hai của Quốc hội cho đến năm 2016. Diaz hiện giữ chức vụ phó chủ tịch thứ nhất của Quốc hội lập hiến quốc gia 2017 (ANC).

## Tiểu sử
Tania Díaz là chủ bút một tờ báo của hãng thông tấn Venpress, loạt các không gian ra ý kiến về Đài phát thanh Nacional de Venezuela, một nhà báo cho tờ báo El Correo, và vào năm 2012 đối với các kênh truyền hình nhà nước Venezolana de truyền hình.
Năm 2010, bà được bổ nhiệm làm Bộ trưởng Thông tin và Truyền thông của Venezuela để thay thế Blanca Eekhout, nhưng bà được bầu làm đại biểu Quốc hội vào tháng 6. Bà đã được thành công bởi Mauricio Rodríguez.
Vào ngày 2 tháng 2 năm 2012, Diaz tuyên thệ nhậm chức đại biểu chính của Quốc hội để thay thế Cilia Flores, khi Flores được bổ nhiệm làm Tổng chưởng lý. Díaz từng là chủ tịch của Ủy ban thường trực về quyền lực phổ biến và truyền thông.
Vào ngày 5 tháng 1 năm 2018, Tania Díaz được bổ nhiệm làm phó chủ tịch đầu tiên của Quốc hội lập hiến quốc gia (ANC).

## Xử phạt
Phản ứng với cuộc bầu cử tổng thống Venezuela vào tháng 5 năm 2018, Canada đã trừng phạt 14 người Venezuela, bao gồm Diaz, nói rằng "cuộc khủng hoảng kinh tế, chính trị và nhân đạo ở Venezuela đã tiếp tục xấu đi khi nó tiến gần hơn đến chế độ độc tài hoàn toàn". Chính phủ cho biết cuộc bầu cử tổng thống năm 2018 là "bất hợp pháp và chống dân chủ", và đã trừng phạt Diaz, cùng với 13 thành viên khác của ANC và TSJ.